# St. Anthony (Idaho)
St. Anthony é uma cidade localizada no estado americano de Idaho, no Condado de Fremont.

## Demografia
Segundo o censo americano de 2000, a sua população era de 3342 habitantes.

## Geografia
De acordo com o United States Census Bureau tem uma área de
3,4 km², dos quais 3,4 km² cobertos por terra e 0,0 km² cobertos por água.

## Localidades na vizinhança
O diagrama seguinte representa as localidades num raio de 24 km ao redor de St. Anthony.